# Psychotria grandiflora
Espèce
Statut de conservation UICN

 CR  : 
En danger critique
Psychotria grandiflora est une espèce de plantes à fleurs dicotylédones de la famille des Rubiaceae, endémique de l'île de Kauai  (archipel d'Hawaï). Elle est connue localement sous le nom de kopiko. C'est un arbuste pouvant atteindre 5 mètres de haut, aux fleurs à corolle blanche tubulaire.
Cette espèce, appartenant à la même famille que le caféier est en danger d'extinction. On n'en connait plus que 15 individus.
Elle est menacée notamment par la dégradation de son habitat causée par des cochons sauvages et par sa faible vigueur reproductive due au faible nombre d'individus restants.